# Piribebuy
Piribebuy este un oraș din departamentul Cordillera, Paraguay.